# Linophryne brevibarbata
Linophryne brevibarbata is een straalvinnige vissensoort uit de familie van linophryden (Linophrynidae). De wetenschappelijke naam van de soort is voor het eerst geldig gepubliceerd in 1932 door Beebe.